# Edmond Edward Wysinger
Edmond Edward Wysinger (1816-1891) était un pionnier afro-américain qui arriva en 1849 en Californie, pendant la ruée vers l'or.